# Alnachi
Alnachi (russe : Алнаши́, oudmourte : Алнаш, Alnaš) est une commune rurale et le centre administratif du raïon d'Alnachi de la République d'Oudmourtie en Russie.

## Présentation
Alnachi est situé au confluent des rivières Toïma et Alnachka (ru).
Le village a été fondé au XVIIe siècle. Ses habitants sont principalement des Oudmourtes, des Russes, des Tatars et des Maris.
L'autoroute entre Ijevsk, Mojga et Jelabuga passe par Alnachi. 
Le principal moyen de subsistance est l'agriculture. 
Il existe également des industries de la construction et agroalimentaires.
Le village dispose d'une école, d'une école d'art, d'un centre de création pour enfants, d'un centre culturel, de bibliothèques, de musées locaux et d'art et d'un hôpital de district. Les attractions incluent les musées Achaltchi Oki et Gennadi Krasilnikov.

## Démographie
La population d'Alnachi a évolué comme suit:
| 1959  | 1979  | 1989  | 2013  | 2015  | 2017  |
| ----- | ----- | ----- | ----- | ----- | ----- |
| 2 963 | 4 317 | 5 759 | 6 116 | 6 047 | 5 964 |

| 2019  | 2021  | - | - | - | - |
| ----- | ----- | - | - | - | - |
| 5 921 | 6 837 | - | - | - | - |

## Galerie

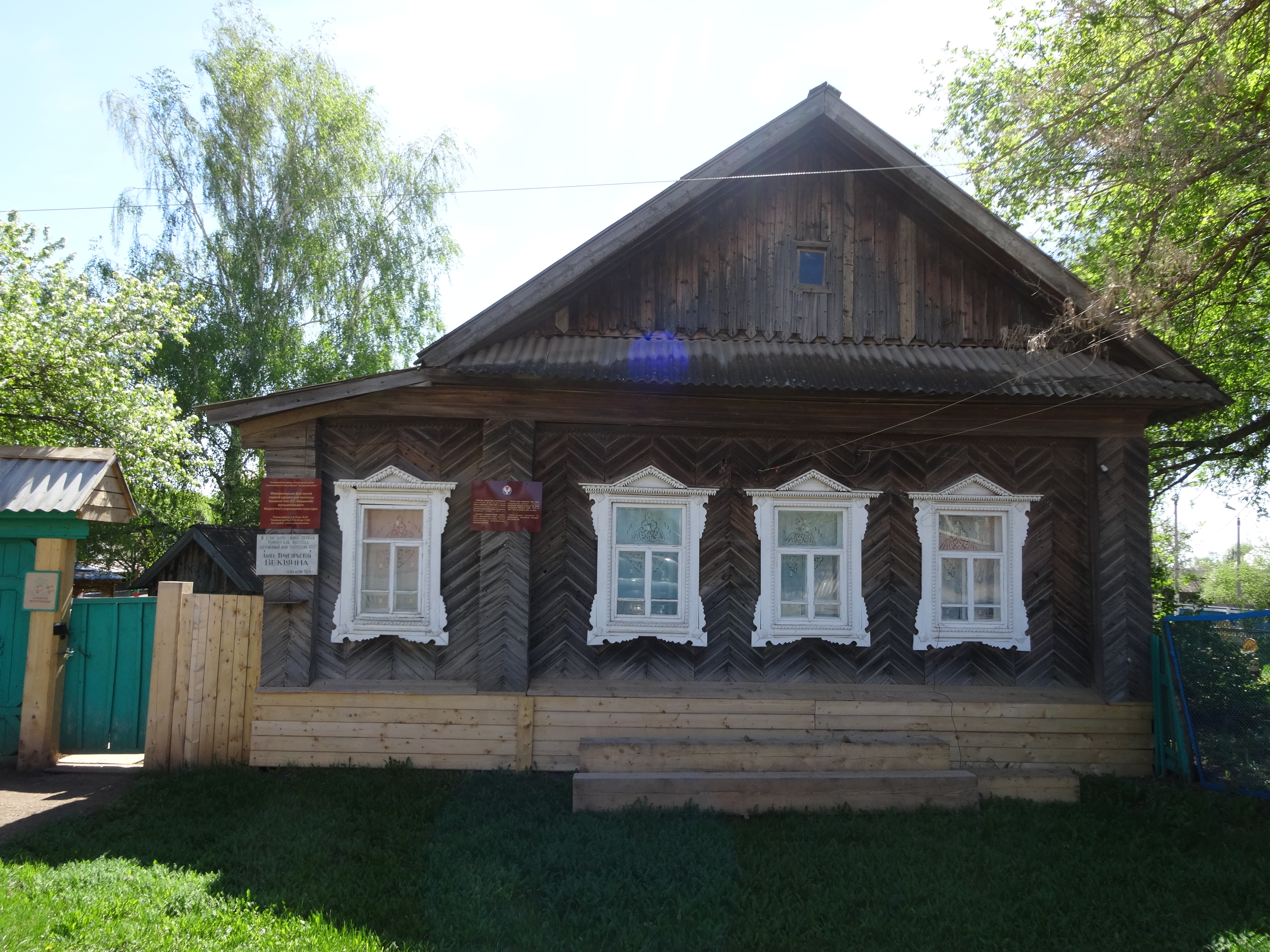
Musée Achaltchi Oki.
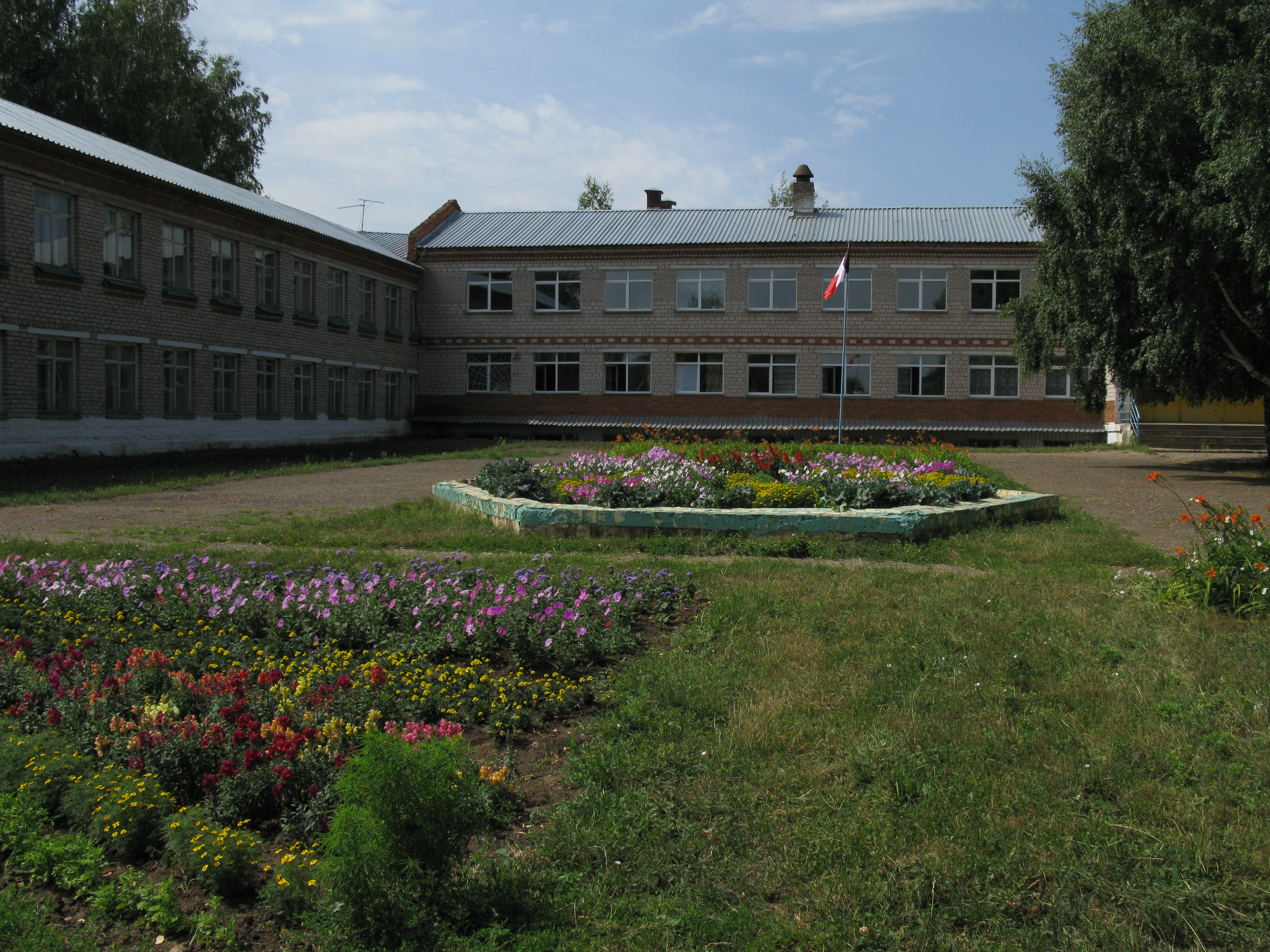
L'école du village
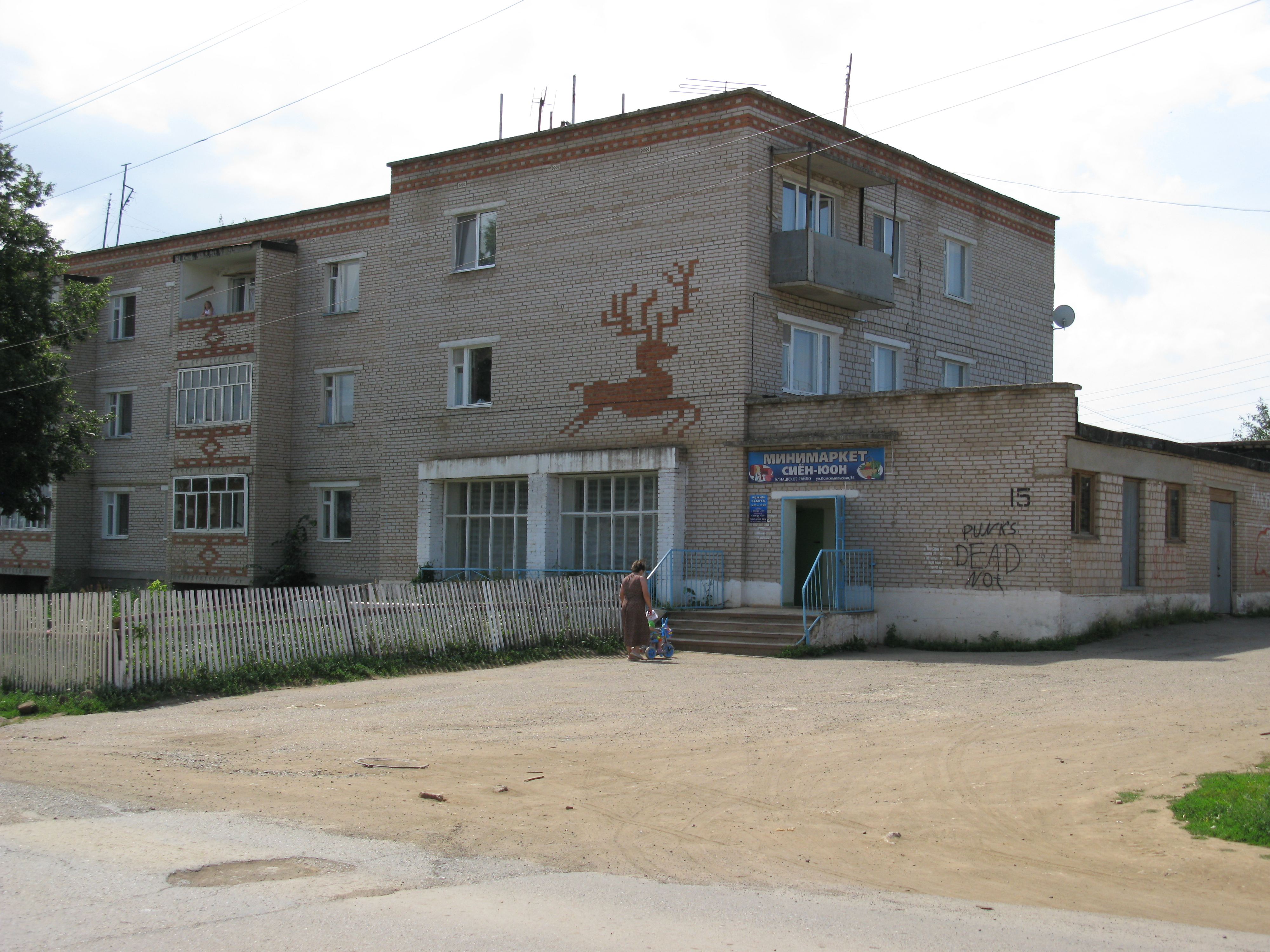
Bâtiment du village.

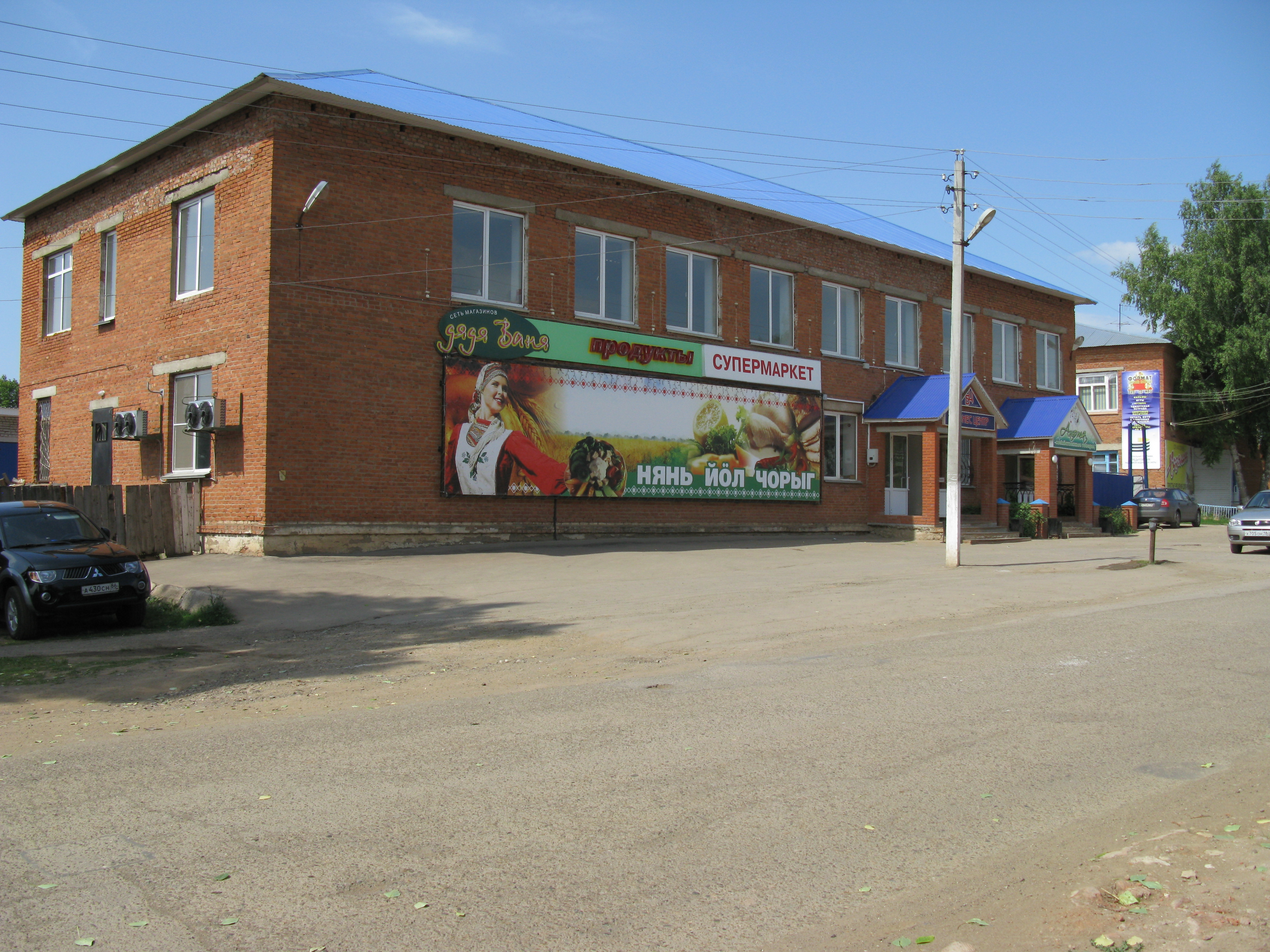
Centre d'Alnachi.
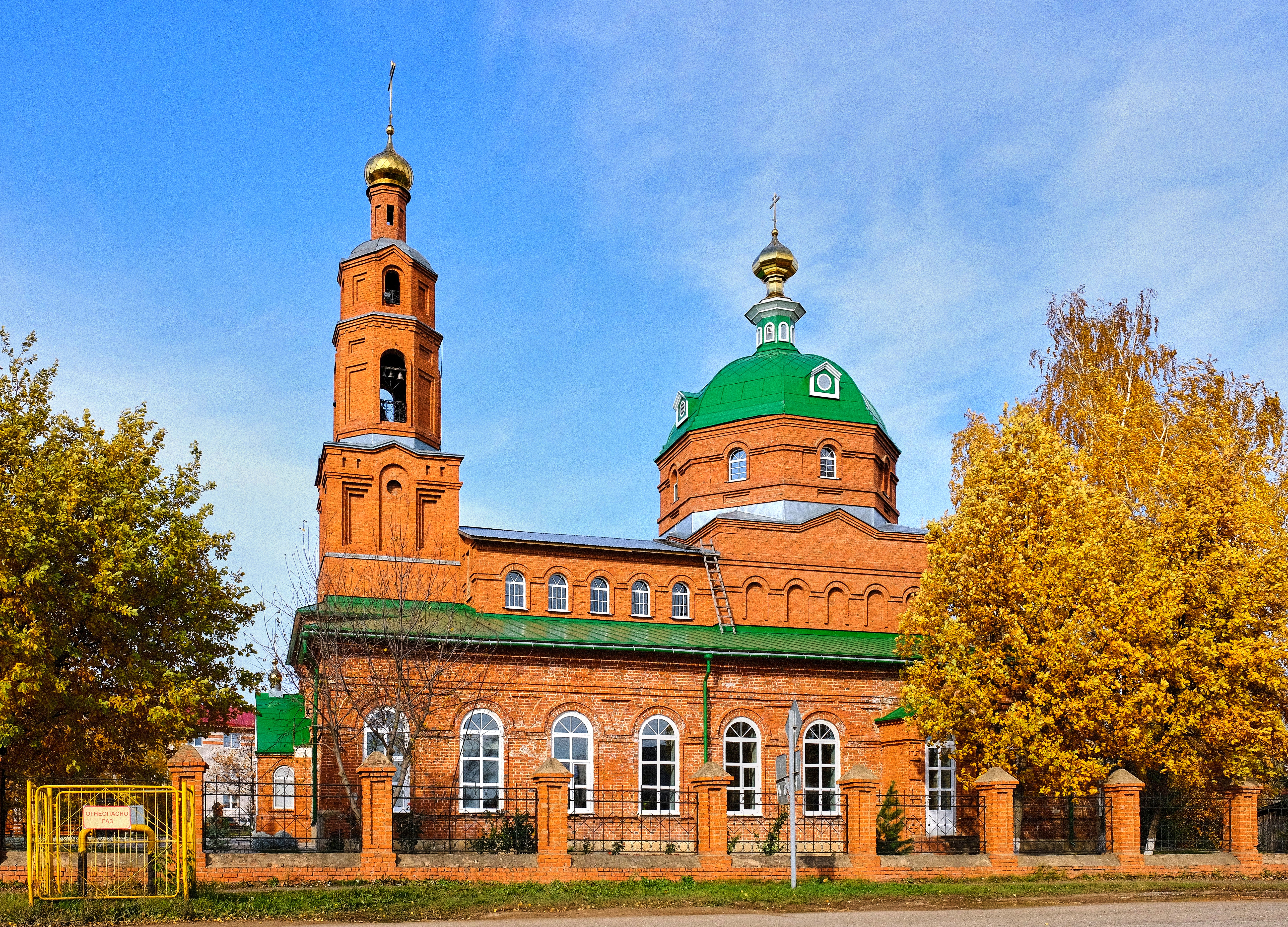
Église de la Sainte-Trinité.
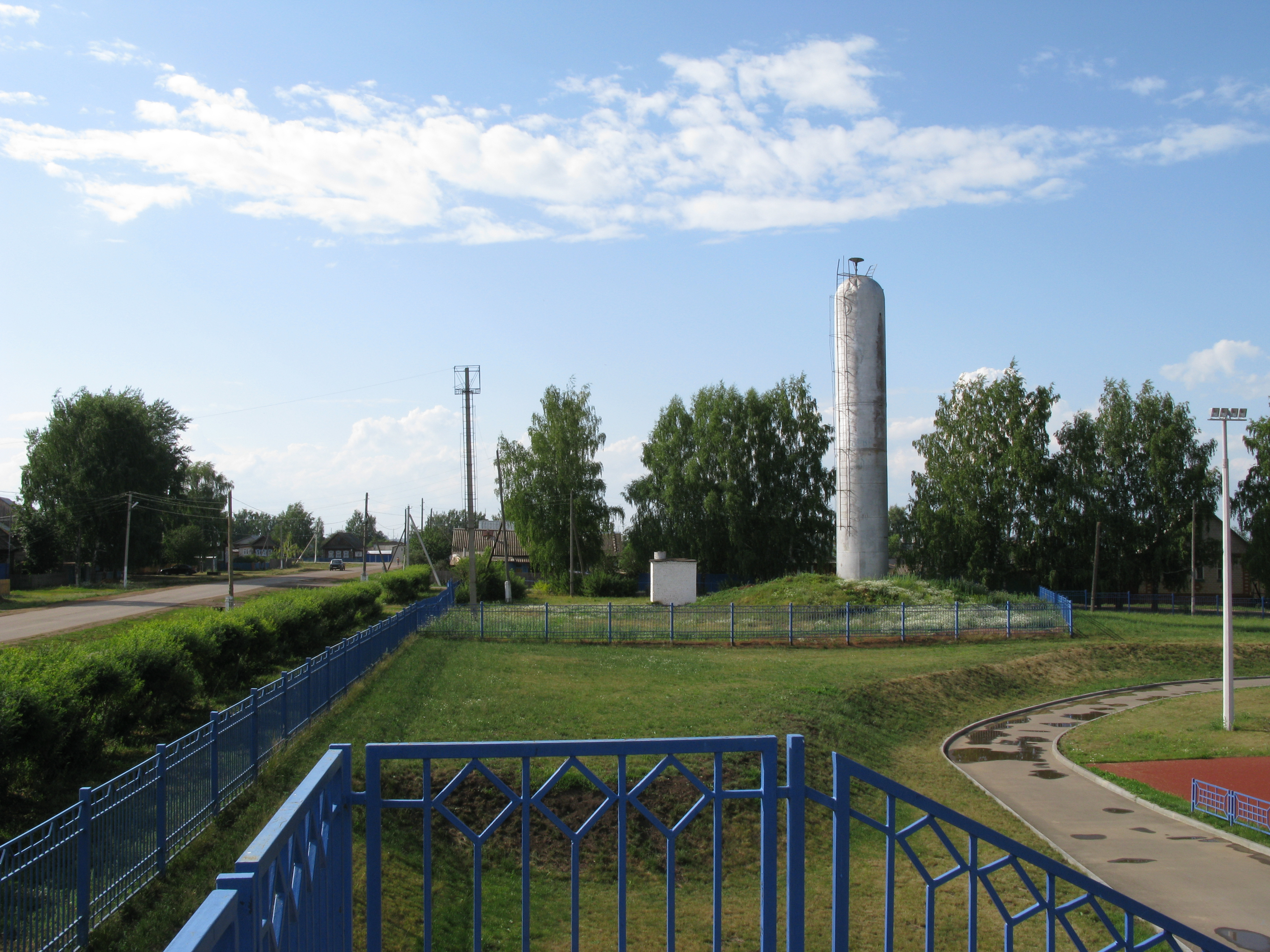
Château d'eau.